# Ménesplet
Ménesplet település Franciaországban, Dordogne megyében. Lakosainak száma 1911 fő (2022. január 1.). Ménesplet Montpon-Ménestérol, Moulin-Neuf, Saint-Martin-de-Gurson és Le Pizou községekkel határos.

## Népesség
A település népességének változása:
| Lakosok száma | 956  | 1211 | 1328 | 1506 | 1777 | 1795 | 1817 | 1850 | 1863 | 1911 |
|               | 1968 | 1982 | 1990 | 2006 | 2013 | 2015 | 2017 | 2019 | 2020 | 2022 |